# グラント・ギルクリスト
グラント・ギルクリスト（Grant Gilchrist、1990年8月9日 - ）は、ユナイテッド・ラグビー・チャンピオンシップ、エディンバラ・ラグビーに所属するラグビーユニオン選手。

## プロフィール
- スコットランド・スターリング出身。
- ポジションはロック(LO)。
- 身長 200cm、体重 115kg
- U20スコットランド代表に選ばれたことがある。
- スコットランド代表キャップは59（2022年12月現在）でラグビーワールドカップ2015・ラグビーワールドカップ2019のスコットランド代表に選ばれた[1]。

## 略歴
2011年、エディンバラに加入。 